# MecA

mecA는 세균 세포에서 발견되는 유전자이다. 이 유전자는 세균이 메티실린, 페니실린, 그 외 페니실린계 항생제 등의 여러 항생제에 내성을 가질 수 있도록 만든다.
mecA 유전자를 가지고 있는 것으로 가장 잘 알려진 균주는 메티실린 내성 황색포도상구균(MRSA)이다. 포도상구균 종에서 mecA 유전자는 SCCmec (포도상구균 카세트 염색체 mec) 유전자 요소를 통해 전파된다. 내성 균주는 원내감염을 일으킬 수 있다.
mecA는 페니실린 결합 단백질 2A(PBP2A)라는 단백질을 암호화하는데, 이 단백질은 세균의 세포벽을 형성하는 데에 도움을 주는 트랜스펩티데이스이다. PBP2A는 메티실린, 페니실린과 같은 베타-락탐 계열 항생제에 DD-트랜스펩티데이스보다 친화성이 낮으므로, 페니실린계 항생제의 고리형 구조에 결합하지 않는다. 이는 베타-락탐 계열 항생제가 있을 때에도 트랜스펩티데이스 활성이 유지되도록 하여, 항생제가 세포벽 합성을 억제하지 못하게 만든다. 따라서 세균은 항생제에 대한 내성이 생겨 정상적으로 복제를 계속할 수 있게 된다.